# Lucía Ramírez
Lucía Ramírez (Santo Domingo, 11 marzo 1959) è un'attrice e attrice pornografica dominicana.

## Biografia
Scoperta da Joe D'Amato, che la fece debuttare nel cinema dandole una parte in Orgasmo nero, Lucia Ramirez è stata presente nel cast dei film del cosiddetto "periodo esotico-erotico" di D'Amato a fianco di Annj Goren, Dirce Funari, George Eastman e Mark Shanon. Interpretò infatti anche Le notti erotiche dei morti viventi, Sesso nero (primo film hard italiano), e Porno Holocaust, girando scene pornografiche. Partecipò anche all'horror Rosso sangue, sempre diretta da D'Amato. Stando a Franco Grattarola e Andrea Napoli, autori del saggio Luce rossa - La nascita e le prime fasi del cinema pornografico in Italia, (Iacobelli, 2014), Lucia Ramirez è uno pseudonimo.
Stando ad un ricordo del collega Mark Shanon il suo vero nome è Lorenza. 

## Filmografia
- Orgasmo nero, regia di Joe D'Amato (1979)
- Sesso nero, regia di Joe D'Amato (1979)
- Paradiso blu, regia di Joe D'Amato (1980)
- Hard Sensation, regia di Joe D'Amato (1980)
- Le notti erotiche dei morti viventi, regia di Joe D'Amato (1980)
- Porno Holocaust, regia di Joe D'Amato (1981)
- Rosso sangue, regia di Joe D'Amato (1981)
- Il mondo perverso di Beatrice, regia di Joe D'Amato (1983)